# Distrito de Tongod
El Distrito de Tongod es uno de los trece distritos de la Provincia de San Miguel, ubicada en el Departamento de Cajamarca, bajo la administración del Gobierno regional de Cajamarca, en el Perú. 
Desde el punto de vista jerárquico de la Iglesia católica forma parte de la Diócesis de Cajamarca, sufragánea de la Arquidiócesis de Trujillo.

## Historia
La creación del distrito de Tongod se ha efectuado por la ley 25042, del 14 de junio de 1989, en el gobierno del Presidente Alan Garcia Perez. la misma que le ha fijado sus límites, dentro de los cuales están comprendidos Tiene cinco centros poblados, que son: Chilal de La Merced, Pisit, Quellahorco, La Lúcuma, Chucllapampa  y caserios Bancuyoc Chaullagón El Triunfo, Garay, La Coronilla, La Laguna, Quitahuasi, Tongod Alto, Nuevo Eden, La Palma, Pueblo Libre, Quitahuasi, La Merced Quillahuasi, entre otros.

## Geografía
Tiene una superficie de 163,89 km².

## División administrativa
Tiene cinco centros poblados, que son: 
- Chilalde La Merced
- Pisit
- Quellahorco
- La Lúcuma
- Chucllapampa

Tiene 13 caseríos, que son:
- Bancuyoc
- Chaullagón
- El Triunfo
- Garay
- La Coronilla
- La Laguna
- Quitahuasi
- Tongod Alto
- Nuevo Eden
- La Palma
- Pueblo Libre
- Quitahuasi
- La Merced

## Capital
Su capital es la localidad de Tongod. Tiene un hermoso paisaje, todas sus áreas son verdes.

## Autoridades

### Municipales
- 2011 - 2014[3]
  - Alcalde: Roberto Fernando Becerra Mondragon, del Movimiento de Afirmación Social (MAS)
  - Regidores:  Hildebrando Becerra Terrones,Marcelo Celis,Epifanio Chuquilin, Esmidia valenzuela y Reiter Carranza.[4]
- 2019 - 2022
  - Alcalde: Edilbrando Becerra Santa Cruz

Regidores
Reynaldo Huamán Becerra, Rolando Valenzuela Becerra, Wilson Pérez Terrones, Rosa Madalita Rojas Celis, Marco Calderón Becerra
- 2023 - 2026
  - Alcalde:  David Carranza Terrones, del Partido Político Nacional Peru Libre (PL)
  - Regidores: Santos Amado Guevara Mendoza, Mariela Paredes Sanchez, Elmer Garcia Mondragon, Lucero Yannet Alayo Quispe, Herman Celiz Paredes.[5]

### Policiales
- Comisario:  PNP.

### Religiosas
- Diócesis de Cajamarca[6]
  - Obispo: Mons. José Carmelo Martínez Lázaro, OAR.

## Producción
Es una tierra ganadera y agrícola, productora de lácteos,  de queso suizo y mantecoso.
También es un gran productor de leche y derivados en los centros poblados de Quellahorco y Chilal, teniendo como empresas compradoras de dicho lácteo a Gloria Nestlé y microempresas del rico queso suizo mantecoso, etc.

## Gastronomía
El plato típico de su gastronomía es el cuy frito con papas, de igual el chicharrón con mote pelado,caldo verde con tamales y humitas,

## Turismo
Entre los lugares turísticos están la Gran Laguna La Rochelle, en donde se cuenta que el Demonio llama a los duendes y solo pueden ser vistos con una persona que tenga alto espíritu, porque los duendes roban el alma; los grandes cerros cubiertos de mucha vegetación, la feria de los miércoles, la famosa cuda que habita en la carretera hacia Tongod Alto, aquella mujer que enloquece a los hombres, etc.
El nombre de la Gran Laguna se debe a su ubicación. Se encontraba dentro de un antiguo potrero de nombre "La Rochelle", potrero que era parte de la Hacienda "La Merced"

## Festividades
Su fiesta patronal es el 24 de junio donde se celebra en honor a "San Juan Bautista" y al "Sagrado Corazón de Jesús".